# Lehmanns Media

Logo Lehmanns Media GmbH

Lehmanns Media GmbH ist eine Unternehmenskette von Buchläden mit wissenschaftlicher Fachliteratur. Seit 2021 gehört sie zu Thalia Bücher.

## Konzern
Lehmanns unterhält Filialen mit Ladengeschäften in Berlin, Dresden, Düsseldorf, Erlangen, Essen, Gießen, Halle (Saale), Hamburg, Hannover, Heidelberg, Köln, Mainz, Marburg, München, Regensburg und Ulm. In Essen befindet sich außerdem der Bibliotheksdienst und in Bietigheim-Bissingen das Interne Logistik Centrum (ILC), beide ohne Ladengeschäft. Seit dem 1. Januar 2013 gehört Huber & Lang mit einer Buchhandlung in Bern (früher Hogrefe Verlag) zu Lehmanns Media.
Bekannt ist Lehmanns Media vor allem für den Vertrieb von Fachmedien für Mediziner und medizinisches Fachpersonal. Seit 2016 wird außerdem ein Sortiment mit Arzt- und Praxisbedarf angeboten. In den 90er Jahren spielte der Verkauf von Linux- und Unix-Fachbüchern sowie von Linux- und BSD-Distributionen (z. B. Debian GNU/Linux) eine große Rolle. Eine Zeit lang wurde eine eigene Red-Hat-basierende Linuxdistribution unter dem Namen Halloween Linux vertrieben.
Lehmanns betreibt seit 1988 auch einen kleinen Verlag Lehmanns Media, Verlagsort Berlin, der besonders in der Nähe von Universitäten den Akademikern bei Diplomarbeiten und Dissertationen verschiedene Dienste anbietet. Daneben gibt es Bücher aus vielen anderen Bereichen, weitere Spezialisierungsfelder sind Medizin, Informatik, Veterinärmedizin, Naturwissenschaft/Technik sowie Wirtschaft und Recht.

## Geschichte
Entstanden ist Lehmanns Media ursprünglich aus der Buchhandlung Oscar Rothacker in Berlin, die 1872 gegründet worden war und 1901 an den Verlag Urban & Schwarzenberg verkauft wurde. Der Name Lehmanns geht zurück auf Julius Friedrich Lehmann, der nicht nur als Verleger von medizinischen Atlanten (siehe Sobotta) von Bedeutung war, sondern vor allem auch als bekennender Nationalsozialist und Wegbereiter der Rassenlehre in Erscheinung trat. Dieser gründete neben seinem Verlag 1890 in München J. F. Lehmanns Medizinische Buchhandlung, verkaufte diese 1896 an Max Staedke, der die Buchhandlung unter diesem Namen bis 1945 betrieb.
Am 1. Januar 1946 wurde zusätzlich zum medizinischen Programm des J. F. Lehmanns Verlags auch J. F. Lehmanns Medizinische Buchhandlung durch den Verlag Urban & Schwarzenberg erworben, zunächst in München als medizinische Buchhandlung neu eröffnet – der eigentliche Laden war Kriegsschäden zum Opfer gefallen – und 1972 in Oscar Rothacker umbenannt. Unter diesem Namen wurden von Urban & Schwarzenberg bereits die anderen Filialen in Berlin, Köln und Regensburg betrieben. Beim Verkauf der Oscar Rothacker Filialen 1981 an den Deutschen Ärzteverlag war der Unternehmensname (Firma) nicht Bestandteil, da Urban & Schwarzenberg unter diesem Namen weiter eine eigene Versandbuchhandlung betreiben wollte. Aus diesem Grund wurde der 1972 stillgelegte Unternehmensmantel J. F. Lehmanns Med. Buchhandlung reaktiviert, ohne sich dessen historischer Belastung bewusst gewesen zu sein (laut Quellenangabe). 1997 gab es eine weitere Namensänderung in Lehmanns Fachbuchhandlung.

Logo bis zur Umfirmierung

Seit August 2011 firmiert das Unternehmen unter dem Namen Lehmanns Media. 2018 wurde Lehmanns Media von der luxemburgischen Beteiligungsgesellschaft Lafayette Mittelstand Capital übernommen.
2021 wurde Lehmanns Media GmbH durch die Thalia Bücher GmbH von der Lafayette Mittelstand Capital übernommen. Ab Oktober 2021 wurden die B-2-B-Aktivitäten von Thalia Mayersche, ehemals Mayersche Business, unter dem Dach von Lehmanns Media fortgeführt. Parallel dazu übernahm Lehmanns Media die Abwicklung des Fachinformationsgeschäfts der Osiander Vertriebsgesellschaft, OVG.